# Социалистическая рабочая партия Боливии
Социалистическая рабочая или Рабочая социалистическая партия Боливии (исп. Partido Socialista Obrero de Bolivia, PSOB) — троцкистская политическая партия в Боливии в 1940-х годах. Сочетала отдельные положения марксизма и индеанизма (левого национализма с опорой на коренные народы).

## История
Рабочая социалистическая партия Боливии была основана Тристаном Марофом (псевдоним Густаво Адольфо Наварро), лидером Конфедерации профсоюзов трудящихся Боливии (CSTB), после того как его со сторонниками исключили из первой троцкистской силы страны — Революционной рабочей партии в 1938 году. После смерти молодого лидера РРП Хосе Агирре Гайнсборга Мароф увёл за собой большинство прежней партии, включая таких видных деятелей, как Эдуардо Арсе Лоурейро, Алипио Валенсия Вега (Иван Кесвар) и А. Мендес Лопес. По сути, эта группа функционировала как отдельная партия с ноября 1938 года, но датой её оформления считается 1 января 1940 года.
Написанный Марофом партийны манифест провозглашал, что «95 % боливийцев хотят социалистического правительства, которое выведет страну из маразма, инерции и бедности», ведь «единственная возможность освобождения Боливии — это установление социалистической экономики и защита национального достояния с опорой на народ и армию». Социалистическая рабочая партия заявляла о политическом плюрализме как принципе своего строительства: предлагалось сформировать конфедерацию социалистических партий и групп, которые приглашались присоединиться к ПСОБ.
Несмотря на более широкую, внеклассовую программу и популистскую риторику, PSOB продолжала позиционировать себя как троцкистская. В 1939 году Алипио Валенсия Вега, Альфредо Санхинес и Эдуардо Арсе Лоурейро посетили в Мехико Льва Троцкого и интервью у революционного изгнанника, который высказал поддержку этой партии, видя в ней противовес поддержавшей сталинистскую линию Партии революционных левых. Вместе с тем, многие латиноамериканские деятели троцкизма критиковали марофистов, считая, что их вождь «не имеет ничего общего с марксистским классовым, революционным социализмом».
Поскольку Тристан Мароф накануне высказал полную поддержку существующего режима «военного милитаризма» и отмежевался от коммунистов, а PSOB дистанцировалась от марксизма и троцкизма как «левого инфантилизма», создание новой партии приветствовали многие националистические и реформистские политики, в том числе газета «La Calle», а под манифестом были поставлены и подписи известных национал-реформистов вроде Вальтера Гевара Арсе, и рабочих лидеров вроде Вильярроэля Клауре.
Первоначально новая партия пользовалась успехом. И мексиканский посол, и один из сильнейших троцкистских оппонентов Тристана Марофа Гильермо Лора (который как лидер РРП был непосредственным политическим конкурентом) подтверждали, что она превосходила своей численностью и влиянием все остальные партии страны: ПСОБ «была в своё время партией с большим количеством членов и преуспела в достижении национальных масштабов».
PSOB выдвинула своих кандидатов на выборах в Национальный конгресс 10 марта 1940 года. Мароф был избран депутатом конгресса от Сукре.
Однако его сила далеко ушла от первоначальных социалистических установок, поддержав консервативно-олигархический режим генерала Энрике Пеньяранды дель Кастильо (1940—1943) и став инструментом его борьбы с оппозиционной партией Националистическое революционное движение (НРД). Позже Мароф опровергал это обвинение. В 1943 году, после революции Гуальберто Вильярроэля Лопеса, Социалистическая рабочая партия Боливии подверглась жестоким преследованиям и не смогла избрать ни одного члена Учредительного собрания в 1944 году. После свержения президента Гуальберто Вильярроэля в 1946 году PSOB возобновила общественную деятельность. На выборах в Национальный конгресс 5 января 1947 года она выдвинула кандидатов в лице Карлоса Саласара Мостахо и Алипио Валенсии Веги.
В 1949 году Рабочая социалистическая партия Боливии прекратила свое существование. Основной причиной этого стало то, что Тристан Мароф занял пост личного секретаря президента Энрике Герцога Гарайсабаля, представителя традиционной правящей олигархии. Большинство членов ПСОБ в итоге присоединились к возрождённой Гильермо Лорой более строго троцкистской Революционной рабочей партии.